# Lista di asteroidi (134001-135000)
Di seguito una lista di asteroidi dal numero 134001 al 135000 con data di scoperta e scopritore.

## 134001-134100
| Nome                    | Designazione provvisoria | Data di scoperta | Scopritore  |
| ----------------------- | ------------------------ | ---------------- | ----------- |
| 134001 -                | 2004 VL9                 | 3 novembre 2004  | LONEOS      |
| 134002 -                | 2004 VS9                 | 3 novembre 2004  | LONEOS      |
| 134003 Ingridgalinsky   | 2004 VD12                | 3 novembre 2004  | CSS         |
| 134004 -                | 2004 VN13                | 2 novembre 2004  | LONEOS      |
| 134005 -                | 2004 VQ15                | 4 novembre 2004  | Spacewatch  |
| 134006 -                | 2004 VY17                | 3 novembre 2004  | Spacewatch  |
| 134007 -                | 2004 VZ18                | 4 novembre 2004  | Spacewatch  |
| 134008 Davidhammond     | 2004 VP21                | 4 novembre 2004  | CSS         |
| 134009 -                | 2004 VZ27                | 5 novembre 2004  | NEAT        |
| 134010 -                | 2004 VW28                | 7 novembre 2004  | J. W. Young |
| 134011 -                | 2004 VO36                | 4 novembre 2004  | Spacewatch  |
| 134012 -                | 2004 VS36                | 4 novembre 2004  | Spacewatch  |
| 134013 -                | 2004 VX42                | 4 novembre 2004  | Spacewatch  |
| 134014 -                | 2004 VQ48                | 4 novembre 2004  | Spacewatch  |
| 134015 -                | 2004 VY52                | 4 novembre 2004  | Spacewatch  |
| 134016 -                | 2004 VU53                | 7 novembre 2004  | LINEAR      |
| 134017 -                | 2004 VZ53                | 7 novembre 2004  | LINEAR      |
| 134018 -                | 2004 VO57                | 5 novembre 2004  | NEAT        |
| 134019 Nathanmogk       | 2004 VC59                | 9 novembre 2004  | CSS         |
| 134020 -                | 2004 VR62                | 6 novembre 2004  | LINEAR      |
| 134021 -                | 2004 VY62                | 7 novembre 2004  | LINEAR      |
| 134022 -                | 2004 VW63                | 10 novembre 2004 | Spacewatch  |
| 134023 -                | 2004 VO64                | 7 novembre 2004  | LINEAR      |
| 134024 -                | 2004 VN65                | 9 novembre 2004  | NEAT        |
| 134025 -                | 2004 VW65                | 3 novembre 2004  | Spacewatch  |
| 134026 -                | 2004 VC71                | 7 novembre 2004  | LINEAR      |
| 134027 Deanbooher       | 2004 VN76                | 12 novembre 2004 | CSS         |
| 134028 Mikefitzgibbon   | 2004 VE77                | 12 novembre 2004 | CSS         |
| 134029 -                | 2004 VJ85                | 10 novembre 2004 | Spacewatch  |
| 134030 -                | 2004 VT90                | 2 novembre 2004  | NEAT        |
| 134031 -                | 2004 WY                  | 17 novembre 2004 | SSS         |
| 134032 -                | 2004 WC5                 | 18 novembre 2004 | LINEAR      |
| 134033 -                | 2004 WZ6                 | 19 novembre 2004 | LINEAR      |
| 134034 Bloomenthal      | 2004 WV7                 | 19 novembre 2004 | CSS         |
| 134035 -                | 2004 WW8                 | 18 novembre 2004 | LINEAR      |
| 134036 Austincummings   | 2004 XB1                 | 1 dicembre 2004  | CSS         |
| 134037 -                | 2004 XP3                 | 2 dicembre 2004  | LINEAR      |
| 134038 -                | 2004 XP5                 | 2 dicembre 2004  | NEAT        |
| 134039 Stephaniebarnes  | 2004 XX8                 | 2 dicembre 2004  | CSS         |
| 134040 Beaubierhaus     | 2004 XP9                 | 2 dicembre 2004  | CSS         |
| 134041 -                | 2004 XC12                | 8 dicembre 2004  | LINEAR      |
| 134042 -                | 2004 XQ12                | 8 dicembre 2004  | LINEAR      |
| 134043 -                | 2004 XB13                | 8 dicembre 2004  | LINEAR      |
| 134044 Chrisshinohara   | 2004 XA14                | 9 dicembre 2004  | CSS         |
| 134045 -                | 2004 XE22                | 8 dicembre 2004  | LINEAR      |
| 134046 -                | 2004 XM22                | 8 dicembre 2004  | LINEAR      |
| 134047 -                | 2004 XG23                | 8 dicembre 2004  | LINEAR      |
| 134048 -                | 2004 XH23                | 8 dicembre 2004  | LINEAR      |
| 134049 -                | 2004 XB24                | 9 dicembre 2004  | LINEAR      |
| 134050 Rebeccaghent     | 2004 XU25                | 9 dicembre 2004  | CSS         |
| 134051 -                | 2004 XZ26                | 10 dicembre 2004 | LINEAR      |
| 134052 -                | 2004 XL27                | 10 dicembre 2004 | LINEAR      |
| 134053 -                | 2004 XQ27                | 10 dicembre 2004 | LINEAR      |
| 134054 -                | 2004 XM28                | 10 dicembre 2004 | LINEAR      |
| 134055 -                | 2004 XD36                | 10 dicembre 2004 | Spacewatch  |
| 134056 -                | 2004 XB37                | 11 dicembre 2004 | CINEOS      |
| 134057 -                | 2004 XT37                | 7 dicembre 2004  | LINEAR      |
| 134058 -                | 2004 XX38                | 7 dicembre 2004  | LINEAR      |
| 134059 -                | 2004 XL43                | 10 dicembre 2004 | LINEAR      |
| 134060 -                | 2004 XR43                | 11 dicembre 2004 | CINEOS      |
| 134061 -                | 2004 XG45                | 8 dicembre 2004  | LINEAR      |
| 134062 -                | 2004 XH48                | 10 dicembre 2004 | LINEAR      |
| 134063 Damianhammond    | 2004 XP50                | 9 dicembre 2004  | CSS         |
| 134064 -                | 2004 XF52                | 8 dicembre 2004  | LINEAR      |
| 134065 -                | 2004 XP55                | 10 dicembre 2004 | Spacewatch  |
| 134066 -                | 2004 XK60                | 12 dicembre 2004 | Spacewatch  |
| 134067 -                | 2004 XO60                | 12 dicembre 2004 | Spacewatch  |
| 134068 -                | 2004 XS61                | 8 dicembre 2004  | LINEAR      |
| 134069 Miyo             | 2004 XP63                | 13 dicembre 2004 | Yamagata    |
| 134070 -                | 2004 XD64                | 2 dicembre 2004  | Spacewatch  |
| 134071 -                | 2004 XL65                | 2 dicembre 2004  | NEAT        |
| 134072 Sharonhooven     | 2004 XZ65                | 2 dicembre 2004  | CSS         |
| 134073 -                | 2004 XL66                | 3 dicembre 2004  | Spacewatch  |
| 134074 -                | 2004 XN66                | 3 dicembre 2004  | Spacewatch  |
| 134075 -                | 2004 XE68                | 3 dicembre 2004  | Spacewatch  |
| 134076 -                | 2004 XW69                | 10 dicembre 2004 | Spacewatch  |
| 134077 -                | 2004 XW71                | 12 dicembre 2004 | Spacewatch  |
| 134078 -                | 2004 XX76                | 10 dicembre 2004 | LINEAR      |
| 134079 -                | 2004 XR78                | 10 dicembre 2004 | LINEAR      |
| 134080 -                | 2004 XE82                | 11 dicembre 2004 | Spacewatch  |
| 134081 Johnmarshall     | 2004 XY87                | 9 dicembre 2004  | CSS         |
| 134082 -                | 2004 XN89                | 11 dicembre 2004 | LINEAR      |
| 134083 -                | 2004 XM98                | 11 dicembre 2004 | Spacewatch  |
| 134084 -                | 2004 XH100               | 13 dicembre 2004 | Spacewatch  |
| 134085 -                | 2004 XE102               | 10 dicembre 2004 | Spacewatch  |
| 134086 -                | 2004 XR103               | 9 dicembre 2004  | LINEAR      |
| 134087 Symeonplatts     | 2004 XU103               | 9 dicembre 2004  | CSS         |
| 134088 Brettperkins     | 2004 XF104               | 9 dicembre 2004  | CSS         |
| 134089 -                | 2004 XE105               | 10 dicembre 2004 | Spacewatch  |
| 134090 -                | 2004 XS105               | 11 dicembre 2004 | LINEAR      |
| 134091 Jaysoncowley     | 2004 XU110               | 14 dicembre 2004 | CSS         |
| 134092 Lindaleematthias | 2004 XD111               | 14 dicembre 2004 | CSS         |
| 134093 -                | 2004 XP111               | 14 dicembre 2004 | Spacewatch  |
| 134094 -                | 2004 XR119               | 12 dicembre 2004 | Spacewatch  |
| 134095 -                | 2004 XS119               | 12 dicembre 2004 | Spacewatch  |
| 134096 -                | 2004 XA122               | 15 dicembre 2004 | LINEAR      |
| 134097 -                | 2004 XC123               | 10 dicembre 2004 | LINEAR      |
| 134098 -                | 2004 XN124               | 10 dicembre 2004 | LINEAR      |
| 134099 Rexengelhardt    | 2004 XC125               | 11 dicembre 2004 | CSS         |
| 134100 -                | 2004 XH131               | 10 dicembre 2004 | LINEAR      |

## 134101-134200
| Nome                  | Designazione provvisoria | Data di scoperta | Scopritore          |
| --------------------- | ------------------------ | ---------------- | ------------------- |
| 134101 -              | 2004 XQ133               | 15 dicembre 2004 | LINEAR              |
| 134102 -              | 2004 XM134               | 15 dicembre 2004 | LINEAR              |
| 134103 -              | 2004 XS136               | 15 dicembre 2004 | LINEAR              |
| 134104 -              | 2004 XZ144               | 13 dicembre 2004 | Spacewatch          |
| 134105 Josephfust     | 2004 XY145               | 14 dicembre 2004 | CSS                 |
| 134106 -              | 2004 XP147               | 13 dicembre 2004 | CINEOS              |
| 134107 -              | 2004 XM157               | 14 dicembre 2004 | LINEAR              |
| 134108 -              | 2004 XP158               | 14 dicembre 2004 | Spacewatch          |
| 134109 Britneyburch   | 2004 XN159               | 14 dicembre 2004 | CSS                 |
| 134110 -              | 2004 XD162               | 15 dicembre 2004 | LINEAR              |
| 134111 -              | 2004 XP162               | 15 dicembre 2004 | LINEAR              |
| 134112 Jeremyralph    | 2004 XZ169               | 9 dicembre 2004  | CSS                 |
| 134113 -              | 2004 XF178               | 12 dicembre 2004 | Spacewatch          |
| 134114 -              | 2004 XQ181               | 15 dicembre 2004 | LINEAR              |
| 134115 -              | 2004 XA182               | 15 dicembre 2004 | Spacewatch          |
| 134116 -              | 2004 YY3                 | 16 dicembre 2004 | Spacewatch          |
| 134117 -              | 2004 YS5                 | 19 dicembre 2004 | LINEAR              |
| 134118 -              | 2004 YL11                | 18 dicembre 2004 | Mount Lemmon Survey |
| 134119 -              | 2004 YY13                | 18 dicembre 2004 | Mount Lemmon Survey |
| 134120 -              | 2004 YG19                | 18 dicembre 2004 | Mount Lemmon Survey |
| 134121 -              | 2004 YE30                | 16 dicembre 2004 | Spacewatch          |
| 134122 -              | 2004 YY31                | 20 dicembre 2004 | Mount Lemmon Survey |
| 134123 -              | 2004 YA32                | 20 dicembre 2004 | Mount Lemmon Survey |
| 134124 Subirachs      | 2005 AM                  | 2 gennaio 2005   | Begues              |
| 134125 Shaundaly      | 2005 AH6                 | 6 gennaio 2005   | CSS                 |
| 134126 -              | 2005 AN6                 | 6 gennaio 2005   | LINEAR              |
| 134127 Basher         | 2005 AK7                 | 6 gennaio 2005   | CSS                 |
| 134128 -              | 2005 AF8                 | 6 gennaio 2005   | LINEAR              |
| 134129 -              | 2005 AB9                 | 7 gennaio 2005   | LINEAR              |
| 134130 Apáczai        | 2005 AP11                | 3 gennaio 2005   | Piszkéstető         |
| 134131 Skipowens      | 2005 AT11                | 6 gennaio 2005   | CSS                 |
| 134132 -              | 2005 AQ12                | 6 gennaio 2005   | LINEAR              |
| 134133 -              | 2005 AP13                | 7 gennaio 2005   | LINEAR              |
| 134134 Kristoferdrozd | 2005 AU21                | 6 gennaio 2005   | CSS                 |
| 134135 Steigerwald    | 2005 AY24                | 7 gennaio 2005   | CSS                 |
| 134136 -              | 2005 AR29                | 8 gennaio 2005   | CINEOS              |
| 134137 -              | 2005 AV29                | 8 gennaio 2005   | CINEOS              |
| 134138 Laurabayley    | 2005 AG30                | 9 gennaio 2005   | CSS                 |
| 134139 -              | 2005 AK31                | 11 gennaio 2005  | LINEAR              |
| 134140 -              | 2005 AT32                | 11 gennaio 2005  | LINEAR              |
| 134141 -              | 2005 AL35                | 13 gennaio 2005  | LINEAR              |
| 134142 -              | 2005 AX38                | 13 gennaio 2005  | Spacewatch          |
| 134143 -              | 2005 AR43                | 15 gennaio 2005  | LINEAR              |
| 134144 -              | 2005 AV46                | 11 gennaio 2005  | LINEAR              |
| 134145 -              | 2005 AN48                | 13 gennaio 2005  | Spacewatch          |
| 134146 Pronoybiswas   | 2005 AL51                | 13 gennaio 2005  | CSS                 |
| 134147 -              | 2005 AZ53                | 13 gennaio 2005  | Spacewatch          |
| 134148 -              | 2005 AC56                | 15 gennaio 2005  | Spacewatch          |
| 134149 -              | 2005 AJ56                | 15 gennaio 2005  | LINEAR              |
| 134150 Bralower       | 2005 AU57                | 15 gennaio 2005  | CSS                 |
| 134151 -              | 2005 AL58                | 15 gennaio 2005  | LINEAR              |
| 134152 -              | 2005 AF60                | 15 gennaio 2005  | Spacewatch          |
| 134153 -              | 2005 AF61                | 15 gennaio 2005  | Spacewatch          |
| 134154 -              | 2005 AD66                | 13 gennaio 2005  | Spacewatch          |
| 134155 -              | 2005 AJ71                | 15 gennaio 2005  | Spacewatch          |
| 134156 -              | 2005 AL71                | 15 gennaio 2005  | Spacewatch          |
| 134157 -              | 2005 AM71                | 15 gennaio 2005  | Spacewatch          |
| 134158 -              | 2005 AJ75                | 15 gennaio 2005  | Spacewatch          |
| 134159 -              | 2005 BP                  | 16 gennaio 2005  | W. K. Y. Yeung      |
| 134160 Pluis          | 2005 BE3                 | 16 gennaio 2005  | Uccle               |
| 134161 -              | 2005 BN3                 | 16 gennaio 2005  | Spacewatch          |
| 134162 -              | 2005 BN5                 | 16 gennaio 2005  | LINEAR              |
| 134163 -              | 2005 BO6                 | 16 gennaio 2005  | LINEAR              |
| 134164 -              | 2005 BK10                | 16 gennaio 2005  | LINEAR              |
| 134165 -              | 2005 BJ18                | 16 gennaio 2005  | LINEAR              |
| 134166 -              | 2005 BL19                | 16 gennaio 2005  | LINEAR              |
| 134167 -              | 2005 BX20                | 16 gennaio 2005  | Spacewatch          |
| 134168 -              | 2005 BG23                | 16 gennaio 2005  | Spacewatch          |
| 134169 Davidcarte     | 2005 BO24                | 17 gennaio 2005  | CSS                 |
| 134170 -              | 2005 BS24                | 17 gennaio 2005  | LINEAR              |
| 134171 -              | 2005 BM25                | 18 gennaio 2005  | Spacewatch          |
| 134172 -              | 2005 BW26                | 19 gennaio 2005  | Spacewatch          |
| 134173 -              | 2005 CL5                 | 1 febbraio 2005  | Spacewatch          |
| 134174 Jameschen      | 2005 CU9                 | 1 febbraio 2005  | CSS                 |
| 134175 -              | 2005 CF12                | 1 febbraio 2005  | Spacewatch          |
| 134176 -              | 2005 CF16                | 2 febbraio 2005  | LINEAR              |
| 134177 -              | 2005 CN16                | 2 febbraio 2005  | LINEAR              |
| 134178 Markchodas     | 2005 CR18                | 2 febbraio 2005  | CSS                 |
| 134179 -              | 2005 CW21                | 3 febbraio 2005  | LINEAR              |
| 134180 Nirajinamdar   | 2005 CN22                | 1 febbraio 2005  | CSS                 |
| 134181 -              | 2005 CG26                | 1 febbraio 2005  | CSS                 |
| 134182 -              | 2005 CS29                | 1 febbraio 2005  | CSS                 |
| 134183 -              | 2005 CL33                | 2 febbraio 2005  | Spacewatch          |
| 134184 -              | 2005 CV39                | 4 febbraio 2005  | Spacewatch          |
| 134185 -              | 2005 CV43                | 2 febbraio 2005  | CSS                 |
| 134186 -              | 2005 CU49                | 2 febbraio 2005  | CSS                 |
| 134187 -              | 2005 CR50                | 2 febbraio 2005  | LINEAR              |
| 134188 -              | 2005 CV52                | 3 febbraio 2005  | LINEAR              |
| 134189 -              | 2005 CM57                | 2 febbraio 2005  | LINEAR              |
| 134190 -              | 2005 CP57                | 2 febbraio 2005  | LINEAR              |
| 134191 -              | 2005 CA59                | 2 febbraio 2005  | CSS                 |
| 134192 -              | 2005 CD63                | 9 febbraio 2005  | Spacewatch          |
| 134193 -              | 2005 CB68                | 2 febbraio 2005  | LINEAR              |
| 134194 -              | 2005 CL70                | 8 febbraio 2005  | C. Veillet          |
| 134195 -              | 2005 CX76                | 9 febbraio 2005  | Mount Lemmon Survey |
| 134196 -              | 2005 DW                  | 28 febbraio 2005 | LINEAR              |
| 134197 -              | 2005 EP                  | 1 marzo 2005     | LINEAR              |
| 134198 -              | 2005 EL6                 | 1 marzo 2005     | Spacewatch          |
| 134199 -              | 2005 EP12                | 2 marzo 2005     | CSS                 |
| 134200 -              | 2005 EQ22                | 3 marzo 2005     | CSS                 |

## 134201-134300
| Nome              | Designazione provvisoria | Data di scoperta  | Scopritore                                             |
| ----------------- | ------------------------ | ----------------- | ------------------------------------------------------ |
| 134201 -          | 2005 EJ72                | 2 marzo 2005      | CSS                                                    |
| 134202 -          | 2005 EO84                | 4 marzo 2005      | LINEAR                                                 |
| 134203 -          | 2005 EK86                | 4 marzo 2005      | LINEAR                                                 |
| 134204 -          | 2005 EJ113               | 4 marzo 2005      | LINEAR                                                 |
| 134205 -          | 2005 ET198               | 11 marzo 2005     | Mount Lemmon Survey                                    |
| 134206 -          | 2005 ER214               | 8 marzo 2005      | LINEAR                                                 |
| 134207 -          | 2005 EO218               | 10 marzo 2005     | CSS                                                    |
| 134208 -          | 2005 EY293               | 11 marzo 2005     | CSS                                                    |
| 134209 -          | 2005 JC63                | 9 maggio 2005     | Mount Lemmon Survey                                    |
| 134210 -          | 2005 PQ21                | 9 agosto 2005     | Cerro Tololo                                           |
| 134211 -          | 2005 QO98                | 27 agosto 2005    | NEAT                                                   |
| 134212 -          | 2005 SN144               | 25 settembre 2005 | NEAT                                                   |
| 134213 -          | 2005 SK191               | 29 settembre 2005 | NEAT                                                   |
| 134214 -          | 2005 TU61                | 3 ottobre 2005    | Spacewatch                                             |
| 134215 -          | 2005 TD164               | 9 ottobre 2005    | Spacewatch                                             |
| 134216 -          | 2005 UO160               | 22 ottobre 2005   | CSS                                                    |
| 134217 -          | 2005 UZ336               | 30 ottobre 2005   | Spacewatch                                             |
| 134218 -          | 2005 UE439               | 28 ottobre 2005   | Mount Lemmon Survey                                    |
| 134219 -          | 2005 VJ120               | 5 novembre 2005   | LONEOS                                                 |
| 134220 -          | 2005 WM46                | 24 novembre 2005  | NEAT                                                   |
| 134221 -          | 2005 WB147               | 25 novembre 2005  | CSS                                                    |
| 134222 -          | 2005 WN188               | 30 novembre 2005  | Spacewatch                                             |
| 134223 -          | 2005 WX193               | 28 novembre 2005  | CSS                                                    |
| 134224 -          | 2005 XY57                | 1 dicembre 2005   | Spacewatch                                             |
| 134225 -          | 2005 XS61                | 4 dicembre 2005   | Spacewatch                                             |
| 134226 -          | 2005 XJ64                | 6 dicembre 2005   | Spacewatch                                             |
| 134227 -          | 2005 XT80                | 14 dicembre 2005  | LONEOS                                                 |
| 134228 -          | 2005 XU83                | 6 dicembre 2005   | LONEOS                                                 |
| 134229 -          | 2005 YK30                | 21 dicembre 2005  | Spacewatch                                             |
| 134230 -          | 2005 YB43                | 24 dicembre 2005  | Spacewatch                                             |
| 134231 -          | 2005 YC45                | 25 dicembre 2005  | Spacewatch                                             |
| 134232 -          | 2005 YN46                | 25 dicembre 2005  | Spacewatch                                             |
| 134233 -          | 2005 YD54                | 24 dicembre 2005  | Spacewatch                                             |
| 134234 -          | 2005 YF57                | 24 dicembre 2005  | Spacewatch                                             |
| 134235 -          | 2005 YL70                | 26 dicembre 2005  | Spacewatch                                             |
| 134236 -          | 2005 YO89                | 26 dicembre 2005  | Mount Lemmon Survey                                    |
| 134237 -          | 2005 YS114               | 25 dicembre 2005  | Spacewatch                                             |
| 134238 -          | 2005 YX126               | 27 dicembre 2005  | CSS                                                    |
| 134239 -          | 2005 YY144               | 28 dicembre 2005  | Mount Lemmon Survey                                    |
| 134240 -          | 2005 YQ170               | 27 dicembre 2005  | CSS                                                    |
| 134241 -          | 2005 YR219               | 30 dicembre 2005  | CSS                                                    |
| 134242 -          | 2005 YS270               | 27 dicembre 2005  | Mount Lemmon Survey                                    |
| 134243 -          | 2005 YN275               | 30 dicembre 2005  | Mount Lemmon Survey                                    |
| 134244 De Young   | 2006 AA4                 | 6 gennaio 2006    | Calvin-Rehoboth                                        |
| 134245 -          | 2006 AG11                | 4 gennaio 2006    | CSS                                                    |
| 134246 -          | 2006 AR14                | 5 gennaio 2006    | Mount Lemmon Survey                                    |
| 134247 -          | 2006 AM18                | 5 gennaio 2006    | Mount Lemmon Survey                                    |
| 134248 -          | 2006 AL19                | 2 gennaio 2006    | CSS                                                    |
| 134249 -          | 2006 AV21                | 5 gennaio 2006    | CSS                                                    |
| 134250 -          | 2006 AU32                | 5 gennaio 2006    | CSS                                                    |
| 134251 -          | 2006 AN34                | 6 gennaio 2006    | Mount Lemmon Survey                                    |
| 134252 -          | 2006 AK41                | 3 gennaio 2006    | LINEAR                                                 |
| 134253 -          | 2006 AQ71                | 6 gennaio 2006    | Mount Lemmon Survey                                    |
| 134254 -          | 2006 AF81                | 4 gennaio 2006    | LINEAR                                                 |
| 134255 -          | 2006 AV84                | 6 gennaio 2006    | LONEOS                                                 |
| 134256 -          | 2006 AE91                | 6 gennaio 2006    | Mount Lemmon Survey                                    |
| 134257 -          | 2006 AY93                | 7 gennaio 2006    | Mount Lemmon Survey                                    |
| 134258 -          | 2006 AS97                | 7 gennaio 2006    | LONEOS                                                 |
| 134259 -          | 2006 BG6                 | 20 gennaio 2006   | CSS                                                    |
| 134260 -          | 2006 BG12                | 21 gennaio 2006   | NEAT                                                   |
| 134261 -          | 2006 BA21                | 22 gennaio 2006   | Mount Lemmon Survey                                    |
| 134262 -          | 2006 BX23                | 23 gennaio 2006   | CSS                                                    |
| 134263 -          | 2006 BB29                | 23 gennaio 2006   | LINEAR                                                 |
| 134264 -          | 2006 BO30                | 20 gennaio 2006   | Spacewatch                                             |
| 134265 -          | 2006 BM59                | 24 gennaio 2006   | LINEAR                                                 |
| 134266 -          | 2006 BQ92                | 26 gennaio 2006   | Mount Lemmon Survey                                    |
| 134267 -          | 2006 BQ98                | 26 gennaio 2006   | CSS                                                    |
| 134268 -          | 2006 BJ111               | 25 gennaio 2006   | Spacewatch                                             |
| 134269 -          | 2006 BP114               | 26 gennaio 2006   | Spacewatch                                             |
| 134270 -          | 2006 BG125               | 26 gennaio 2006   | Spacewatch                                             |
| 134271 -          | 2006 BO139               | 28 gennaio 2006   | Mount Lemmon Survey                                    |
| 134272 -          | 2006 BW145               | 28 gennaio 2006   | W. K. Y. Yeung                                         |
| 134273 -          | 2006 BR156               | 25 gennaio 2006   | Spacewatch                                             |
| 134274 -          | 2006 BV159               | 26 gennaio 2006   | Spacewatch                                             |
| 134275 -          | 2006 BW161               | 26 gennaio 2006   | LONEOS                                                 |
| 134276 -          | 2006 BE247               | 31 gennaio 2006   | Spacewatch                                             |
| 134277 -          | 2006 BJ252               | 31 gennaio 2006   | Spacewatch                                             |
| 134278 -          | 2006 BS256               | 31 gennaio 2006   | Spacewatch                                             |
| 134279 -          | 2006 BT264               | 31 gennaio 2006   | Spacewatch                                             |
| 134280 -          | 2006 BR269               | 28 gennaio 2006   | LONEOS                                                 |
| 134281 -          | 2006 CM8                 | 1 febbraio 2006   | Mount Lemmon Survey                                    |
| 134282 -          | 2006 CU20                | 1 febbraio 2006   | CSS                                                    |
| 134283 -          | 2006 CV40                | 2 febbraio 2006   | Mount Lemmon Survey                                    |
| 134284 -          | 2006 CC42                | 2 febbraio 2006   | Spacewatch                                             |
| 134285 -          | 2006 CU43                | 2 febbraio 2006   | Mount Lemmon Survey                                    |
| 134286 -          | 2006 CX48                | 3 febbraio 2006   | Spacewatch                                             |
| 134287 -          | 2006 CG60                | 1 febbraio 2006   | CSS                                                    |
| 134288 -          | 2006 CL62                | 10 febbraio 2006  | CSS                                                    |
| 134289 -          | 2006 CN62                | 12 febbraio 2006  | NEAT                                                   |
| 134290 -          | 2006 DX2                 | 20 febbraio 2006  | CSS                                                    |
| 134291 -          | 2006 DZ6                 | 20 febbraio 2006  | CSS                                                    |
| 134292 Edwardhall | 2006 DF8                 | 20 febbraio 2006  | Mount Lemmon Survey                                    |
| 134293 -          | 2006 DX37                | 20 febbraio 2006  | Mount Lemmon Survey                                    |
| 134294 -          | 2006 DE40                | 22 febbraio 2006  | NEAT                                                   |
| 134295 -          | 2006 DB41                | 22 febbraio 2006  | CSS                                                    |
| 134296 -          | 2006 DP46                | 20 febbraio 2006  | CSS                                                    |
| 134297 -          | 2006 DE59                | 24 febbraio 2006  | Mount Lemmon Survey                                    |
| 134298 -          | 2006 DX68                | 26 febbraio 2006  | CSS                                                    |
| 134299 -          | 2006 DW73                | 23 febbraio 2006  | Spacewatch                                             |
| 134300 -          | 2109 P-L                 | 24 settembre 1960 | C. J. van Houten, I. van Houten-Groeneveld, T. Gehrels |

## 134301-134400
| Nome              | Designazione provvisoria | Data di scoperta  | Scopritore                                             |
| ----------------- | ------------------------ | ----------------- | ------------------------------------------------------ |
| 134301 -          | 2141 P-L                 | 24 settembre 1960 | C. J. van Houten, I. van Houten-Groeneveld, T. Gehrels |
| 134302 -          | 2634 P-L                 | 24 settembre 1960 | C. J. van Houten, I. van Houten-Groeneveld, T. Gehrels |
| 134303 -          | 2701 P-L                 | 24 settembre 1960 | C. J. van Houten, I. van Houten-Groeneveld, T. Gehrels |
| 134304 -          | 2716 P-L                 | 24 settembre 1960 | C. J. van Houten, I. van Houten-Groeneveld, T. Gehrels |
| 134305 -          | 2738 P-L                 | 24 settembre 1960 | C. J. van Houten, I. van Houten-Groeneveld, T. Gehrels |
| 134306 -          | 2807 P-L                 | 24 settembre 1960 | C. J. van Houten, I. van Houten-Groeneveld, T. Gehrels |
| 134307 -          | 2849 P-L                 | 24 settembre 1960 | C. J. van Houten, I. van Houten-Groeneveld, T. Gehrels |
| 134308 -          | 4183 P-L                 | 24 settembre 1960 | C. J. van Houten, I. van Houten-Groeneveld, T. Gehrels |
| 134309 -          | 4552 P-L                 | 24 settembre 1960 | C. J. van Houten, I. van Houten-Groeneveld, T. Gehrels |
| 134310 -          | 4698 P-L                 | 24 settembre 1960 | C. J. van Houten, I. van Houten-Groeneveld, T. Gehrels |
| 134311 -          | 4704 P-L                 | 24 settembre 1960 | C. J. van Houten, I. van Houten-Groeneveld, T. Gehrels |
| 134312 -          | 4797 P-L                 | 24 settembre 1960 | C. J. van Houten, I. van Houten-Groeneveld, T. Gehrels |
| 134313 -          | 4816 P-L                 | 24 settembre 1960 | C. J. van Houten, I. van Houten-Groeneveld, T. Gehrels |
| 134314 -          | 6362 P-L                 | 24 settembre 1960 | C. J. van Houten, I. van Houten-Groeneveld, T. Gehrels |
| 134315 -          | 7501 P-L                 | 17 ottobre 1960   | C. J. van Houten, I. van Houten-Groeneveld, T. Gehrels |
| 134316 -          | 9579 P-L                 | 17 ottobre 1960   | C. J. van Houten, I. van Houten-Groeneveld, T. Gehrels |
| 134317 -          | 4117 T-1                 | 26 marzo 1971     | C. J. van Houten, I. van Houten-Groeneveld, T. Gehrels |
| 134318 -          | 1141 T-2                 | 29 settembre 1973 | C. J. van Houten, I. van Houten-Groeneveld, T. Gehrels |
| 134319 -          | 1205 T-2                 | 29 settembre 1973 | C. J. van Houten, I. van Houten-Groeneveld, T. Gehrels |
| 134320 -          | 1292 T-2                 | 29 settembre 1973 | C. J. van Houten, I. van Houten-Groeneveld, T. Gehrels |
| 134321 -          | 1316 T-2                 | 29 settembre 1973 | C. J. van Houten, I. van Houten-Groeneveld, T. Gehrels |
| 134322 -          | 1471 T-2                 | 29 settembre 1973 | C. J. van Houten, I. van Houten-Groeneveld, T. Gehrels |
| 134323 -          | 1564 T-2                 | 24 settembre 1973 | C. J. van Houten, I. van Houten-Groeneveld, T. Gehrels |
| 134324 -          | 1619 T-2                 | 24 settembre 1973 | C. J. van Houten, I. van Houten-Groeneveld, T. Gehrels |
| 134325 -          | 4492 T-2                 | 30 settembre 1973 | C. J. van Houten, I. van Houten-Groeneveld, T. Gehrels |
| 134326 -          | 2251 T-3                 | 16 ottobre 1977   | C. J. van Houten, I. van Houten-Groeneveld, T. Gehrels |
| 134327 -          | 2304 T-3                 | 16 ottobre 1977   | C. J. van Houten, I. van Houten-Groeneveld, T. Gehrels |
| 134328 -          | 2371 T-3                 | 16 ottobre 1977   | C. J. van Houten, I. van Houten-Groeneveld, T. Gehrels |
| 134329 Cycnos     | 2377 T-3                 | 16 ottobre 1977   | C. J. van Houten, I. van Houten-Groeneveld, T. Gehrels |
| 134330 -          | 3055 T-3                 | 16 ottobre 1977   | C. J. van Houten, I. van Houten-Groeneveld, T. Gehrels |
| 134331 -          | 3139 T-3                 | 16 ottobre 1977   | C. J. van Houten, I. van Houten-Groeneveld, T. Gehrels |
| 134332 -          | 3323 T-3                 | 16 ottobre 1977   | C. J. van Houten, I. van Houten-Groeneveld, T. Gehrels |
| 134333 -          | 3345 T-3                 | 16 ottobre 1977   | C. J. van Houten, I. van Houten-Groeneveld, T. Gehrels |
| 134334 -          | 3391 T-3                 | 16 ottobre 1977   | C. J. van Houten, I. van Houten-Groeneveld, T. Gehrels |
| 134335 -          | 4112 T-3                 | 16 ottobre 1977   | C. J. van Houten, I. van Houten-Groeneveld, T. Gehrels |
| 134336 -          | 4592 T-3                 | 16 ottobre 1977   | C. J. van Houten, I. van Houten-Groeneveld, T. Gehrels |
| 134337 -          | 4680 T-3                 | 17 ottobre 1977   | C. J. van Houten, I. van Houten-Groeneveld, T. Gehrels |
| 134338 -          | 5080 T-3                 | 16 ottobre 1977   | C. J. van Houten, I. van Houten-Groeneveld, T. Gehrels |
| (134339) 5628 T-3 | 5628 T-3                 | 16 ottobre 1977   | C. J. van Houten, I. van Houten-Groeneveld, T. Gehrels |
| 134340 Pluto      | -                        | 23 gennaio 1930   | C. W. Tombaugh                                         |
| 134341 -          | 1979 MA                  | 25 giugno 1979    | E. F. Helin, S. J. Bus                                 |
| 134342 -          | 1979 MV3                 | 25 giugno 1979    | E. F. Helin, S. J. Bus                                 |
| 134343 -          | 1981 EO5                 | 2 marzo 1981      | S. J. Bus                                              |
| 134344 -          | 1989 SG9                 | 24 settembre 1989 | H. Debehogne                                           |
| 134345 -          | 1990 UN5                 | 16 ottobre 1990   | E. W. Elst                                             |
| 134346 Pinatubo   | 1991 PT2                 | 2 agosto 1991     | E. W. Elst                                             |
| 134347 -          | 1992 RV3                 | 2 settembre 1992  | E. W. Elst                                             |
| 134348 Klemperer  | 1992 UX9                 | 31 ottobre 1992   | F. Börngen                                             |
| 134349 -          | 1993 FC19                | 17 marzo 1993     | UESAC                                                  |
| 134350 -          | 1993 FH33                | 19 marzo 1993     | UESAC                                                  |
| 134351 -          | 1993 RC8                 | 15 settembre 1993 | E. W. Elst                                             |
| 134352 -          | 1993 TS7                 | 9 ottobre 1993    | Spacewatch                                             |
| 134353 -          | 1993 TB30                | 9 ottobre 1993    | E. W. Elst                                             |
| 134354 -          | 1993 UM7                 | 20 ottobre 1993   | E. W. Elst                                             |
| 134355 -          | 1994 JL7                 | 5 maggio 1994     | Spacewatch                                             |
| 134356 -          | 1994 PN6                 | 10 agosto 1994    | E. W. Elst                                             |
| 134357 -          | 1994 PU9                 | 10 agosto 1994    | E. W. Elst                                             |
| 134358 -          | 1994 PW10                | 10 agosto 1994    | E. W. Elst                                             |
| 134359 -          | 1994 PP27                | 12 agosto 1994    | E. W. Elst                                             |
| 134360 -          | 1994 PQ37                | 10 agosto 1994    | E. W. Elst                                             |
| 134361 -          | 1994 RF                  | 4 settembre 1994  | Farra d'Isonzo                                         |
| 134362 -          | 1994 TZ3                 | 2 ottobre 1994    | Spacewatch                                             |
| 134363 -          | 1994 VG3                 | 7 novembre 1994   | S. Ueda, H. Kaneda                                     |
| 134364 -          | 1995 DU4                 | 21 febbraio 1995  | Spacewatch                                             |
| 134365 -          | 1995 GG2                 | 2 aprile 1995     | Spacewatch                                             |
| 134366 -          | 1995 LC                  | 1 giugno 1995     | R. H. McNaught                                         |
| 134367 -          | 1995 OY7                 | 25 luglio 1995    | Spacewatch                                             |
| 134368 -          | 1995 OA16                | 26 luglio 1995    | Spacewatch                                             |
| 134369 Sahara     | 1995 QE                  | 17 agosto 1995    | V. S. Casulli                                          |
| 134370 -          | 1995 QA1                 | 19 agosto 1995    | BAO Schmidt CCD Asteroid Program                       |
| 134371 -          | 1995 RH                  | 3 settembre 1995  | R. H. McNaught                                         |
| 134372 -          | 1995 SB4                 | 25 settembre 1995 | T. B. Spahr                                            |
| 134373 -          | 1995 SO15                | 18 settembre 1995 | Spacewatch                                             |
| 134374 -          | 1995 ST15                | 18 settembre 1995 | Spacewatch                                             |
| 134375 -          | 1995 SP18                | 18 settembre 1995 | Spacewatch                                             |
| 134376 -          | 1995 SN24                | 19 settembre 1995 | Spacewatch                                             |
| 134377 -          | 1995 SF40                | 25 settembre 1995 | Spacewatch                                             |
| 134378 -          | 1995 SX55                | 22 settembre 1995 | Spacewatch                                             |
| 134379 -          | 1995 UZ40                | 23 ottobre 1995   | Spacewatch                                             |
| 134380 -          | 1995 YH4                 | 28 dicembre 1995  | R. H. McNaught                                         |
| 134381 -          | 1996 AF8                 | 13 gennaio 1996   | Spacewatch                                             |
| 134382 -          | 1996 CX5                 | 10 febbraio 1996  | Spacewatch                                             |
| 134383 -          | 1996 CF8                 | 10 febbraio 1996  | BAO Schmidt CCD Asteroid Program                       |
| 134384 -          | 1996 FU7                 | 19 marzo 1996     | Spacewatch                                             |
| 134385 -          | 1996 RW3                 | 13 settembre 1996 | NEAT                                                   |
| 134386 -          | 1996 SR5                 | 20 settembre 1996 | Spacewatch                                             |
| 134387 -          | 1996 TB16                | 4 ottobre 1996    | Spacewatch                                             |
| 134388 -          | 1996 TF19                | 4 ottobre 1996    | Spacewatch                                             |
| 134389 -          | 1996 VP2                 | 10 novembre 1996  | D. di Cicco                                            |
| 134390 -          | 1996 VP15                | 5 novembre 1996   | Spacewatch                                             |
| 134391 -          | 1996 XW10                | 2 dicembre 1996   | Spacewatch                                             |
| 134392 -          | 1996 XD27                | 5 dicembre 1996   | Spacewatch                                             |
| 134393 -          | 1997 AU19                | 10 gennaio 1997   | Spacewatch                                             |
| 134394 -          | 1997 BW3                 | 31 gennaio 1997   | Spacewatch                                             |
| 134395 -          | 1997 GA8                 | 2 aprile 1997     | LINEAR                                                 |
| 134396 -          | 1997 HM9                 | 30 aprile 1997    | LINEAR                                                 |
| 134397 -          | 1997 JK11                | 3 maggio 1997     | E. W. Elst                                             |
| 134398 -          | 1997 JW15                | 3 maggio 1997     | E. W. Elst                                             |
| 134399 -          | 1997 LK1                 | 1 giugno 1997     | Spacewatch                                             |
| 134400 -          | 1997 LK17                | 8 giugno 1997     | E. W. Elst                                             |

## 134401-134500
| Nome                   | Designazione provvisoria | Data di scoperta  | Scopritore                           |
| ---------------------- | ------------------------ | ----------------- | ------------------------------------ |
| 134401 -               | 1997 MB10                | 30 giugno 1997    | Spacewatch                           |
| 134402 Ieshimatoshiaki | 1997 RG                  | 1 settembre 1997  | H. Abe                               |
| 134403 -               | 1997 SC                  | 16 settembre 1997 | A. Galád, A. Pravda                  |
| 134404 -               | 1997 UG8                 | 29 ottobre 1997   | R. A. Tucker                         |
| 134405 -               | 1997 WA29                | 29 novembre 1997  | Spacewatch                           |
| 134406 -               | 1998 BF                  | 17 gennaio 1998   | P. G. Comba                          |
| 134407 -               | 1998 BV9                 | 22 gennaio 1998   | Spacewatch                           |
| 134408 -               | 1998 DA18                | 23 febbraio 1998  | Spacewatch                           |
| 134409 -               | 1998 FV                  | 18 marzo 1998     | Spacewatch                           |
| 134410 -               | 1998 FF8                 | 20 marzo 1998     | Spacewatch                           |
| 134411 -               | 1998 FH8                 | 20 marzo 1998     | Spacewatch                           |
| 134412 -               | 1998 FR29                | 20 marzo 1998     | LINEAR                               |
| 134413 -               | 1998 FU76                | 24 marzo 1998     | LINEAR                               |
| 134414 -               | 1998 HA26                | 20 aprile 1998    | Spacewatch                           |
| 134415 -               | 1998 HZ33                | 20 aprile 1998    | LINEAR                               |
| 134416 -               | 1998 HP37                | 20 aprile 1998    | LINEAR                               |
| 134417 -               | 1998 HR60                | 21 aprile 1998    | LINEAR                               |
| 134418 -               | 1998 HP130               | 19 aprile 1998    | LINEAR                               |
| 134419 Hippothous      | 1998 MV47                | 28 giugno 1998    | E. W. Elst                           |
| 134420 -               | 1998 OA15                | 26 luglio 1998    | E. W. Elst                           |
| 134421 -               | 1998 QT2                 | 17 agosto 1998    | LINEAR                               |
| 134422 -               | 1998 QM3                 | 17 agosto 1998    | LINEAR                               |
| 134423 -               | 1998 QT4                 | 22 agosto 1998    | Beijing Schmidt CCD Asteroid Program |
| 134424 -               | 1998 QM43                | 17 agosto 1998    | LINEAR                               |
| 134425 -               | 1998 QJ68                | 24 agosto 1998    | LINEAR                               |
| 134426 -               | 1998 QQ105               | 25 agosto 1998    | E. W. Elst                           |
| 134427 -               | 1998 QM109               | 17 agosto 1998    | LINEAR                               |
| 134428 -               | 1998 RZ3                 | 14 settembre 1998 | LINEAR                               |
| 134429 -               | 1998 RT5                 | 15 settembre 1998 | LONEOS                               |
| 134430 -               | 1998 RK30                | 14 settembre 1998 | LINEAR                               |
| 134431 -               | 1998 RU34                | 14 settembre 1998 | LINEAR                               |
| 134432 -               | 1998 RH47                | 14 settembre 1998 | LINEAR                               |
| 134433 -               | 1998 RG48                | 14 settembre 1998 | LINEAR                               |
| 134434 -               | 1998 RQ48                | 14 settembre 1998 | LINEAR                               |
| 134435 -               | 1998 RK58                | 14 settembre 1998 | LINEAR                               |
| 134436 -               | 1998 RH61                | 14 settembre 1998 | LINEAR                               |
| 134437 -               | 1998 RR62                | 14 settembre 1998 | LINEAR                               |
| 134438 -               | 1998 RV72                | 14 settembre 1998 | LINEAR                               |
| 134439 -               | 1998 RW74                | 14 settembre 1998 | LINEAR                               |
| 134440 -               | 1998 SE33                | 18 settembre 1998 | LINEAR                               |
| 134441 -               | 1998 SK36                | 27 settembre 1998 | L. Šarounová                         |
| 134442 -               | 1998 SU50                | 26 settembre 1998 | Spacewatch                           |
| 134443 -               | 1998 SN56                | 16 settembre 1998 | LONEOS                               |
| 134444 -               | 1998 SV75                | 29 settembre 1998 | LINEAR                               |
| 134445 -               | 1998 SB80                | 26 settembre 1998 | LINEAR                               |
| 134446 -               | 1998 SE80                | 26 settembre 1998 | LINEAR                               |
| 134447 -               | 1998 SK80                | 26 settembre 1998 | LINEAR                               |
| 134448 -               | 1998 SX80                | 26 settembre 1998 | LINEAR                               |
| 134449 -               | 1998 SR81                | 26 settembre 1998 | LINEAR                               |
| 134450 -               | 1998 SC86                | 26 settembre 1998 | LINEAR                               |
| 134451 -               | 1998 SG98                | 26 settembre 1998 | LINEAR                               |
| 134452 -               | 1998 SZ104               | 26 settembre 1998 | LINEAR                               |
| 134453 -               | 1998 SU108               | 26 settembre 1998 | LINEAR                               |
| 134454 -               | 1998 SG109               | 26 settembre 1998 | LINEAR                               |
| 134455 -               | 1998 ST116               | 26 settembre 1998 | LINEAR                               |
| 134456 -               | 1998 SH117               | 26 settembre 1998 | LINEAR                               |
| 134457 -               | 1998 SK131               | 26 settembre 1998 | LINEAR                               |
| 134458 -               | 1998 SQ131               | 26 settembre 1998 | LINEAR                               |
| 134459 -               | 1998 SS131               | 26 settembre 1998 | LINEAR                               |
| 134460 -               | 1998 SA132               | 26 settembre 1998 | LINEAR                               |
| 134461 -               | 1998 SN139               | 26 settembre 1998 | LINEAR                               |
| 134462 -               | 1998 ST163               | 18 settembre 1998 | E. W. Elst                           |
| 134463 -               | 1998 SG169               | 22 settembre 1998 | LONEOS                               |
| 134464 -               | 1998 TQ2                 | 13 ottobre 1998   | ODAS                                 |
| 134465 -               | 1998 TB13                | 13 ottobre 1998   | Spacewatch                           |
| 134466 -               | 1998 TD19                | 14 ottobre 1998   | Beijing Schmidt CCD Asteroid Program |
| 134467 -               | 1998 UM7                 | 22 ottobre 1998   | K. Korlević                          |
| 134468 -               | 1998 UX8                 | 17 ottobre 1998   | BAO Schmidt CCD Asteroid Program     |
| 134469 -               | 1998 UD11                | 17 ottobre 1998   | Spacewatch                           |
| 134470 -               | 1998 UU34                | 28 ottobre 1998   | LINEAR                               |
| 134471 -               | 1998 UW41                | 28 ottobre 1998   | LINEAR                               |
| 134472 -               | 1998 UX41                | 28 ottobre 1998   | LINEAR                               |
| 134473 -               | 1998 VA14                | 10 novembre 1998  | LINEAR                               |
| 134474 -               | 1998 VD37                | 10 novembre 1998  | LINEAR                               |
| 134475 -               | 1998 VC39                | 10 novembre 1998  | LINEAR                               |
| 134476 -               | 1998 VE49                | 11 novembre 1998  | LINEAR                               |
| 134477 -               | 1998 VF49                | 11 novembre 1998  | LINEAR                               |
| 134478 -               | 1998 VN51                | 13 novembre 1998  | LINEAR                               |
| 134479 -               | 1998 VJ52                | 13 novembre 1998  | LINEAR                               |
| 134480 -               | 1998 VY52                | 14 novembre 1998  | LINEAR                               |
| 134481 -               | 1998 VJ54                | 14 novembre 1998  | LINEAR                               |
| 134482 -               | 1998 WX1                 | 17 novembre 1998  | LINEAR                               |
| 134483 -               | 1998 WK2                 | 19 novembre 1998  | I. P. Griffin                        |
| 134484 -               | 1998 WO15                | 21 novembre 1998  | LINEAR                               |
| 134485 -               | 1998 WA21                | 18 novembre 1998  | LINEAR                               |
| 134486 -               | 1998 XP                  | 10 dicembre 1998  | Kleť                                 |
| 134487 -               | 1998 XF4                 | 8 dicembre 1998   | Spacewatch                           |
| 134488 -               | 1998 XJ22                | 11 dicembre 1998  | Spacewatch                           |
| 134489 -               | 1998 XR38                | 14 dicembre 1998  | LINEAR                               |
| 134490 -               | 1998 XF40                | 14 dicembre 1998  | LINEAR                               |
| 134491 -               | 1998 XK45                | 14 dicembre 1998  | LINEAR                               |
| 134492 -               | 1998 XR53                | 14 dicembre 1998  | LINEAR                               |
| 134493 -               | 1998 XR63                | 14 dicembre 1998  | LINEAR                               |
| 134494 -               | 1998 XV67                | 14 dicembre 1998  | LINEAR                               |
| 134495 -               | 1998 YT21                | 26 dicembre 1998  | Spacewatch                           |
| 134496 -               | 1999 AG17                | 11 gennaio 1999   | Spacewatch                           |
| 134497 -               | 1999 BQ1                 | 16 gennaio 1999   | K. Korlević                          |
| 134498 -               | 1999 BZ7                 | 21 gennaio 1999   | K. Korlević                          |
| 134499 -               | 1999 BE9                 | 22 gennaio 1999   | K. Korlević                          |
| 134500 -               | 1999 BK27                | 16 gennaio 1999   | Spacewatch                           |

## 134501-134600
| Nome     | Designazione provvisoria | Data di scoperta  | Scopritore                              |
| -------- | ------------------------ | ----------------- | --------------------------------------- |
| 134501 - | 1999 CK45                | 10 febbraio 1999  | LINEAR                                  |
| 134502 - | 1999 CW81                | 12 febbraio 1999  | LINEAR                                  |
| 134503 - | 1999 CO91                | 10 febbraio 1999  | LINEAR                                  |
| 134504 - | 1999 CL95                | 10 febbraio 1999  | LINEAR                                  |
| 134505 - | 1999 CG98                | 10 febbraio 1999  | LINEAR                                  |
| 134506 - | 1999 CZ108               | 12 febbraio 1999  | LINEAR                                  |
| 134507 - | 1999 CR142               | 10 febbraio 1999  | Spacewatch                              |
| 134508 - | 1999 CA147               | 9 febbraio 1999   | Spacewatch                              |
| 134509 - | 1999 FC8                 | 20 marzo 1999     | LINEAR                                  |
| 134510 - | 1999 FT21                | 24 marzo 1999     | M. M. M. Santangelo                     |
| 134511 - | 1999 FK35                | 20 marzo 1999     | LINEAR                                  |
| 134512 - | 1999 GC58                | 7 aprile 1999     | LINEAR                                  |
| 134513 - | 1999 JN42                | 10 maggio 1999    | LINEAR                                  |
| 134514 - | 1999 JK123               | 13 maggio 1999    | LINEAR                                  |
| 134515 - | 1999 JL124               | 10 maggio 1999    | LINEAR                                  |
| 134516 - | 1999 KM10                | 18 maggio 1999    | LINEAR                                  |
| 134517 - | 1999 NN                  | 7 luglio 1999     | J. Broughton                            |
| 134518 - | 1999 NA18                | 14 luglio 1999    | LINEAR                                  |
| 134519 - | 1999 NB21                | 14 luglio 1999    | LINEAR                                  |
| 134520 - | 1999 PK3                 | 12 agosto 1999    | G. Hug                                  |
| 134521 - | 1999 RU8                 | 4 settembre 1999  | Spacewatch                              |
| 134522 - | 1999 RD13                | 7 settembre 1999  | LINEAR                                  |
| 134523 - | 1999 RR13                | 7 settembre 1999  | LINEAR                                  |
| 134524 - | 1999 RH18                | 7 settembre 1999  | LINEAR                                  |
| 134525 - | 1999 RW21                | 7 settembre 1999  | LINEAR                                  |
| 134526 - | 1999 RX22                | 7 settembre 1999  | LINEAR                                  |
| 134527 - | 1999 RY30                | 8 settembre 1999  | LINEAR                                  |
| 134528 - | 1999 RQ38                | 12 settembre 1999 | P. Pravec, P. Kušnirák                  |
| 134529 - | 1999 RD40                | 12 settembre 1999 | CSS                                     |
| 134530 - | 1999 RN52                | 7 settembre 1999  | LINEAR                                  |
| 134531 - | 1999 RN54                | 7 settembre 1999  | LINEAR                                  |
| 134532 - | 1999 RF55                | 7 settembre 1999  | LINEAR                                  |
| 134533 - | 1999 RO64                | 7 settembre 1999  | LINEAR                                  |
| 134534 - | 1999 RN69                | 7 settembre 1999  | LINEAR                                  |
| 134535 - | 1999 RZ70                | 7 settembre 1999  | LINEAR                                  |
| 134536 - | 1999 RD77                | 7 settembre 1999  | LINEAR                                  |
| 134537 - | 1999 RD83                | 7 settembre 1999  | LINEAR                                  |
| 134538 - | 1999 RQ84                | 7 settembre 1999  | LINEAR                                  |
| 134539 - | 1999 RV89                | 7 settembre 1999  | LINEAR                                  |
| 134540 - | 1999 RZ91                | 7 settembre 1999  | LINEAR                                  |
| 134541 - | 1999 RD96                | 7 settembre 1999  | LINEAR                                  |
| 134542 - | 1999 RZ101               | 8 settembre 1999  | LINEAR                                  |
| 134543 - | 1999 RA119               | 9 settembre 1999  | LINEAR                                  |
| 134544 - | 1999 RN124               | 9 settembre 1999  | LINEAR                                  |
| 134545 - | 1999 RP124               | 9 settembre 1999  | LINEAR                                  |
| 134546 - | 1999 RZ136               | 9 settembre 1999  | LINEAR                                  |
| 134547 - | 1999 RL148               | 9 settembre 1999  | LINEAR                                  |
| 134548 - | 1999 RY150               | 9 settembre 1999  | LINEAR                                  |
| 134549 - | 1999 RN154               | 9 settembre 1999  | LINEAR                                  |
| 134550 - | 1999 RF157               | 9 settembre 1999  | LINEAR                                  |
| 134551 - | 1999 RQ162               | 9 settembre 1999  | LINEAR                                  |
| 134552 - | 1999 RD165               | 9 settembre 1999  | LINEAR                                  |
| 134553 - | 1999 RK165               | 9 settembre 1999  | LINEAR                                  |
| 134554 - | 1999 RE169               | 9 settembre 1999  | LINEAR                                  |
| 134555 - | 1999 RN169               | 9 settembre 1999  | LINEAR                                  |
| 134556 - | 1999 RV169               | 9 settembre 1999  | LINEAR                                  |
| 134557 - | 1999 RH172               | 9 settembre 1999  | LINEAR                                  |
| 134558 - | 1999 RW173               | 9 settembre 1999  | LINEAR                                  |
| 134559 - | 1999 RB174               | 9 settembre 1999  | LINEAR                                  |
| 134560 - | 1999 RV174               | 9 settembre 1999  | LINEAR                                  |
| 134561 - | 1999 RM175               | 9 settembre 1999  | LINEAR                                  |
| 134562 - | 1999 RS177               | 9 settembre 1999  | LINEAR                                  |
| 134563 - | 1999 RA179               | 9 settembre 1999  | LINEAR                                  |
| 134564 - | 1999 RG179               | 9 settembre 1999  | LINEAR                                  |
| 134565 - | 1999 RK208               | 8 settembre 1999  | LINEAR                                  |
| 134566 - | 1999 RY208               | 8 settembre 1999  | LINEAR                                  |
| 134567 - | 1999 RZ212               | 9 settembre 1999  | LINEAR                                  |
| 134568 - | 1999 RH215               | 7 settembre 1999  | C. A. Trujillo, D. C. Jewitt, J. X. Luu |
| 134569 - | 1999 RH222               | 7 settembre 1999  | LONEOS                                  |
| 134570 - | 1999 RM241               | 14 settembre 1999 | CSS                                     |
| 134571 - | 1999 RH246               | 7 settembre 1999  | LINEAR                                  |
| 134572 - | 1999 RV248               | 7 settembre 1999  | Spacewatch                              |
| 134573 - | 1999 SK3                 | 22 settembre 1999 | LINEAR                                  |
| 134574 - | 1999 SF14                | 29 settembre 1999 | CSS                                     |
| 134575 - | 1999 SL15                | 30 settembre 1999 | CSS                                     |
| 134576 - | 1999 SX15                | 30 settembre 1999 | CSS                                     |
| 134577 - | 1999 SY27                | 27 settembre 1999 | LINEAR                                  |
| 134578 - | 1999 TN7                 | 7 ottobre 1999    | K. Korlević, M. Jurić                   |
| 134579 - | 1999 TC14                | 13 ottobre 1999   | P. G. Comba                             |
| 134580 - | 1999 TE19                | 11 ottobre 1999   | T. Pauwels                              |
| 134581 - | 1999 TX28                | 4 ottobre 1999    | LINEAR                                  |
| 134582 - | 1999 TZ31                | 4 ottobre 1999    | LINEAR                                  |
| 134583 - | 1999 TA34                | 4 ottobre 1999    | LINEAR                                  |
| 134584 - | 1999 TU44                | 3 ottobre 1999    | Spacewatch                              |
| 134585 - | 1999 TN56                | 6 ottobre 1999    | Spacewatch                              |
| 134586 - | 1999 TA61                | 7 ottobre 1999    | Spacewatch                              |
| 134587 - | 1999 TZ62                | 7 ottobre 1999    | Spacewatch                              |
| 134588 - | 1999 TK64                | 8 ottobre 1999    | Spacewatch                              |
| 134589 - | 1999 TB94                | 2 ottobre 1999    | LINEAR                                  |
| 134590 - | 1999 TO96                | 2 ottobre 1999    | LINEAR                                  |
| 134591 - | 1999 TJ104               | 3 ottobre 1999    | LINEAR                                  |
| 134592 - | 1999 TK111               | 4 ottobre 1999    | LINEAR                                  |
| 134593 - | 1999 TR121               | 4 ottobre 1999    | LINEAR                                  |
| 134594 - | 1999 TZ121               | 4 ottobre 1999    | LINEAR                                  |
| 134595 - | 1999 TS123               | 4 ottobre 1999    | LINEAR                                  |
| 134596 - | 1999 TD125               | 4 ottobre 1999    | LINEAR                                  |
| 134597 - | 1999 TE128               | 4 ottobre 1999    | LINEAR                                  |
| 134598 - | 1999 TQ147               | 7 ottobre 1999    | LINEAR                                  |
| 134599 - | 1999 TF148               | 7 ottobre 1999    | LINEAR                                  |
| 134600 - | 1999 TO149               | 7 ottobre 1999    | LINEAR                                  |

## 134601-134700
| Nome     | Designazione provvisoria | Data di scoperta | Scopritore             |
| -------- | ------------------------ | ---------------- | ---------------------- |
| 134601 - | 1999 TM151               | 7 ottobre 1999   | LINEAR                 |
| 134602 - | 1999 TX151               | 7 ottobre 1999   | LINEAR                 |
| 134603 - | 1999 TJ171               | 10 ottobre 1999  | LINEAR                 |
| 134604 - | 1999 TN174               | 10 ottobre 1999  | LINEAR                 |
| 134605 - | 1999 TF177               | 10 ottobre 1999  | LINEAR                 |
| 134606 - | 1999 TH191               | 12 ottobre 1999  | LINEAR                 |
| 134607 - | 1999 TK197               | 12 ottobre 1999  | LINEAR                 |
| 134608 - | 1999 TS200               | 13 ottobre 1999  | LINEAR                 |
| 134609 - | 1999 TO213               | 15 ottobre 1999  | LINEAR                 |
| 134610 - | 1999 TE215               | 15 ottobre 1999  | LINEAR                 |
| 134611 - | 1999 TN217               | 15 ottobre 1999  | LINEAR                 |
| 134612 - | 1999 TO218               | 15 ottobre 1999  | LINEAR                 |
| 134613 - | 1999 TT220               | 1 ottobre 1999   | CSS                    |
| 134614 - | 1999 TB232               | 5 ottobre 1999   | CSS                    |
| 134615 - | 1999 TC232               | 5 ottobre 1999   | CSS                    |
| 134616 - | 1999 TP235               | 3 ottobre 1999   | CSS                    |
| 134617 - | 1999 TZ242               | 4 ottobre 1999   | LONEOS                 |
| 134618 - | 1999 TJ259               | 9 ottobre 1999   | LINEAR                 |
| 134619 - | 1999 TA260               | 9 ottobre 1999   | LINEAR                 |
| 134620 - | 1999 TC265               | 3 ottobre 1999   | LINEAR                 |
| 134621 - | 1999 TC271               | 3 ottobre 1999   | LINEAR                 |
| 134622 - | 1999 TT271               | 3 ottobre 1999   | LINEAR                 |
| 134623 - | 1999 TM272               | 3 ottobre 1999   | LINEAR                 |
| 134624 - | 1999 TZ272               | 3 ottobre 1999   | LINEAR                 |
| 134625 - | 1999 TM273               | 5 ottobre 1999   | LINEAR                 |
| 134626 - | 1999 TM274               | 6 ottobre 1999   | LINEAR                 |
| 134627 - | 1999 TA281               | 8 ottobre 1999   | LINEAR                 |
| 134628 - | 1999 TR283               | 9 ottobre 1999   | LINEAR                 |
| 134629 - | 1999 TK286               | 10 ottobre 1999  | LINEAR                 |
| 134630 - | 1999 TC315               | 9 ottobre 1999   | CSS                    |
| 134631 - | 1999 TX322               | 2 ottobre 1999   | LONEOS                 |
| 134632 - | 1999 UG7                 | 30 ottobre 1999  | LINEAR                 |
| 134633 - | 1999 UG8                 | 29 ottobre 1999  | CSS                    |
| 134634 - | 1999 UH12                | 31 ottobre 1999  | Spacewatch             |
| 134635 - | 1999 UY15                | 29 ottobre 1999  | CSS                    |
| 134636 - | 1999 UB20                | 31 ottobre 1999  | Spacewatch             |
| 134637 - | 1999 UD24                | 28 ottobre 1999  | CSS                    |
| 134638 - | 1999 UD37                | 16 ottobre 1999  | Spacewatch             |
| 134639 - | 1999 UH38                | 17 ottobre 1999  | LONEOS                 |
| 134640 - | 1999 UV42                | 28 ottobre 1999  | CSS                    |
| 134641 - | 1999 UA43                | 28 ottobre 1999  | CSS                    |
| 134642 - | 1999 UV44                | 30 ottobre 1999  | CSS                    |
| 134643 - | 1999 UU47                | 30 ottobre 1999  | CSS                    |
| 134644 - | 1999 VV4                 | 5 novembre 1999  | K. Korlević            |
| 134645 - | 1999 VZ4                 | 5 novembre 1999  | K. Korlević            |
| 134646 - | 1999 VN7                 | 7 novembre 1999  | K. Korlević            |
| 134647 - | 1999 VM9                 | 8 novembre 1999  | K. Korlević            |
| 134648 - | 1999 VN22                | 13 novembre 1999 | C. W. Juels            |
| 134649 - | 1999 VR28                | 3 novembre 1999  | LINEAR                 |
| 134650 - | 1999 VS29                | 3 novembre 1999  | LINEAR                 |
| 134651 - | 1999 VQ37                | 3 novembre 1999  | LINEAR                 |
| 134652 - | 1999 VT37                | 3 novembre 1999  | LINEAR                 |
| 134653 - | 1999 VJ38                | 10 novembre 1999 | LINEAR                 |
| 134654 - | 1999 VK40                | 13 novembre 1999 | N. Kawasato            |
| 134655 - | 1999 VR51                | 3 novembre 1999  | LINEAR                 |
| 134656 - | 1999 VV68                | 4 novembre 1999  | LINEAR                 |
| 134657 - | 1999 VG79                | 4 novembre 1999  | LINEAR                 |
| 134658 - | 1999 VS85                | 4 novembre 1999  | LINEAR                 |
| 134659 - | 1999 VX88                | 4 novembre 1999  | LINEAR                 |
| 134660 - | 1999 VR112               | 9 novembre 1999  | LINEAR                 |
| 134661 - | 1999 VT112               | 9 novembre 1999  | LINEAR                 |
| 134662 - | 1999 VQ128               | 9 novembre 1999  | Spacewatch             |
| 134663 - | 1999 VM135               | 13 novembre 1999 | LONEOS                 |
| 134664 - | 1999 VE144               | 11 novembre 1999 | CSS                    |
| 134665 - | 1999 VR148               | 14 novembre 1999 | LINEAR                 |
| 134666 - | 1999 VM156               | 12 novembre 1999 | LINEAR                 |
| 134667 - | 1999 VQ164               | 14 novembre 1999 | LINEAR                 |
| 134668 - | 1999 VX169               | 14 novembre 1999 | LINEAR                 |
| 134669 - | 1999 VC186               | 15 novembre 1999 | LINEAR                 |
| 134670 - | 1999 VF189               | 15 novembre 1999 | LINEAR                 |
| 134671 - | 1999 VF193               | 1 novembre 1999  | CSS                    |
| 134672 - | 1999 VE205               | 11 novembre 1999 | CSS                    |
| 134673 - | 1999 VM211               | 14 novembre 1999 | E. W. Elst             |
| 134674 - | 1999 VO225               | 5 novembre 1999  | LINEAR                 |
| 134675 - | 1999 WR6                 | 28 novembre 1999 | K. Korlević            |
| 134676 - | 1999 WN11                | 29 novembre 1999 | H. Shiozawa, T. Urata  |
| 134677 - | 1999 WD14                | 28 novembre 1999 | Spacewatch             |
| 134678 - | 1999 WZ16                | 30 novembre 1999 | Spacewatch             |
| 134679 - | 1999 XX4                 | 4 dicembre 1999  | CSS                    |
| 134680 - | 1999 XX24                | 6 dicembre 1999  | LINEAR                 |
| 134681 - | 1999 XC25                | 6 dicembre 1999  | LINEAR                 |
| 134682 - | 1999 XM27                | 6 dicembre 1999  | LINEAR                 |
| 134683 - | 1999 XO28                | 6 dicembre 1999  | LINEAR                 |
| 134684 - | 1999 XM32                | 6 dicembre 1999  | LINEAR                 |
| 134685 - | 1999 XJ43                | 7 dicembre 1999  | LINEAR                 |
| 134686 - | 1999 XP50                | 7 dicembre 1999  | LINEAR                 |
| 134687 - | 1999 XL56                | 7 dicembre 1999  | LINEAR                 |
| 134688 - | 1999 XS58                | 7 dicembre 1999  | LINEAR                 |
| 134689 - | 1999 XO61                | 7 dicembre 1999  | LINEAR                 |
| 134690 - | 1999 XP61                | 7 dicembre 1999  | LINEAR                 |
| 134691 - | 1999 XR61                | 7 dicembre 1999  | LINEAR                 |
| 134692 - | 1999 XV66                | 7 dicembre 1999  | LINEAR                 |
| 134693 - | 1999 XP67                | 7 dicembre 1999  | LINEAR                 |
| 134694 - | 1999 XX72                | 7 dicembre 1999  | LINEAR                 |
| 134695 - | 1999 XR82                | 7 dicembre 1999  | LINEAR                 |
| 134696 - | 1999 XZ96                | 7 dicembre 1999  | LINEAR                 |
| 134697 - | 1999 XG105               | 8 dicembre 1999  | P. Kušnirák, P. Pravec |
| 134698 - | 1999 XY115               | 5 dicembre 1999  | CSS                    |
| 134699 - | 1999 XX118               | 5 dicembre 1999  | CSS                    |
| 134700 - | 1999 XB120               | 5 dicembre 1999  | CSS                    |

## 134701-134800
| Nome     | Designazione provvisoria | Data di scoperta | Scopritore  |
| -------- | ------------------------ | ---------------- | ----------- |
| 134701 - | 1999 XT122               | 7 dicembre 1999  | CSS         |
| 134702 - | 1999 XQ125               | 7 dicembre 1999  | CSS         |
| 134703 - | 1999 XM137               | 2 dicembre 1999  | LONEOS      |
| 134704 - | 1999 XS156               | 8 dicembre 1999  | LINEAR      |
| 134705 - | 1999 XA186               | 12 dicembre 1999 | LINEAR      |
| 134706 - | 1999 XK202               | 12 dicembre 1999 | LINEAR      |
| 134707 - | 1999 XD212               | 13 dicembre 1999 | LINEAR      |
| 134708 - | 1999 XR215               | 14 dicembre 1999 | LINEAR      |
| 134709 - | 1999 XT228               | 14 dicembre 1999 | Spacewatch  |
| 134710 - | 1999 XR230               | 7 dicembre 1999  | LONEOS      |
| 134711 - | 1999 XV241               | 13 dicembre 1999 | LONEOS      |
| 134712 - | 1999 XZ248               | 6 dicembre 1999  | LINEAR      |
| 134713 - | 1999 XC251               | 5 dicembre 1999  | Spacewatch  |
| 134714 - | 1999 XJ254               | 12 dicembre 1999 | Spacewatch  |
| 134715 - | 1999 YJ14                | 31 dicembre 1999 | Spacewatch  |
| 134716 - | 1999 YL16                | 31 dicembre 1999 | Spacewatch  |
| 134717 - | 2000 AO1                 | 2 gennaio 2000   | LINEAR      |
| 134718 - | 2000 AP12                | 3 gennaio 2000   | LINEAR      |
| 134719 - | 2000 AF14                | 3 gennaio 2000   | LINEAR      |
| 134720 - | 2000 AX29                | 3 gennaio 2000   | LINEAR      |
| 134721 - | 2000 AE32                | 3 gennaio 2000   | LINEAR      |
| 134722 - | 2000 AL37                | 3 gennaio 2000   | LINEAR      |
| 134723 - | 2000 AV38                | 3 gennaio 2000   | LINEAR      |
| 134724 - | 2000 AE40                | 3 gennaio 2000   | LINEAR      |
| 134725 - | 2000 AX52                | 4 gennaio 2000   | LINEAR      |
| 134726 - | 2000 AJ67                | 4 gennaio 2000   | LINEAR      |
| 134727 - | 2000 AR68                | 5 gennaio 2000   | LINEAR      |
| 134728 - | 2000 AN77                | 5 gennaio 2000   | LINEAR      |
| 134729 - | 2000 AP92                | 2 gennaio 2000   | LINEAR      |
| 134730 - | 2000 AX97                | 4 gennaio 2000   | LINEAR      |
| 134731 - | 2000 AU101               | 5 gennaio 2000   | LINEAR      |
| 134732 - | 2000 AW122               | 5 gennaio 2000   | LINEAR      |
| 134733 - | 2000 AA130               | 5 gennaio 2000   | LINEAR      |
| 134734 - | 2000 AQ130               | 5 gennaio 2000   | LINEAR      |
| 134735 - | 2000 AV144               | 5 gennaio 2000   | LINEAR      |
| 134736 - | 2000 AS151               | 8 gennaio 2000   | LINEAR      |
| 134737 - | 2000 AO155               | 3 gennaio 2000   | LINEAR      |
| 134738 - | 2000 AM168               | 13 gennaio 2000  | Kleť        |
| 134739 - | 2000 AZ171               | 7 gennaio 2000   | LINEAR      |
| 134740 - | 2000 AX187               | 8 gennaio 2000   | LINEAR      |
| 134741 - | 2000 AM195               | 8 gennaio 2000   | LINEAR      |
| 134742 - | 2000 AK204               | 14 gennaio 2000  | Kleť        |
| 134743 - | 2000 AY230               | 4 gennaio 2000   | LONEOS      |
| 134744 - | 2000 AM232               | 4 gennaio 2000   | LINEAR      |
| 134745 - | 2000 AW247               | 2 gennaio 2000   | LINEAR      |
| 134746 - | 2000 BO6                 | 29 gennaio 2000  | LINEAR      |
| 134747 - | 2000 BR10                | 28 gennaio 2000  | Spacewatch  |
| 134748 - | 2000 BF14                | 28 gennaio 2000  | N. Kawasato |
| 134749 - | 2000 BT24                | 29 gennaio 2000  | LINEAR      |
| 134750 - | 2000 BE26                | 30 gennaio 2000  | LINEAR      |
| 134751 - | 2000 BJ34                | 30 gennaio 2000  | CSS         |
| 134752 - | 2000 BQ35                | 30 gennaio 2000  | Spacewatch  |
| 134753 - | 2000 CY1                 | 3 febbraio 2000  | Farpoint    |
| 134754 - | 2000 CP7                 | 2 febbraio 2000  | LINEAR      |
| 134755 - | 2000 CZ9                 | 2 febbraio 2000  | LINEAR      |
| 134756 - | 2000 CP11                | 2 febbraio 2000  | LINEAR      |
| 134757 - | 2000 CM27                | 2 febbraio 2000  | LINEAR      |
| 134758 - | 2000 CZ29                | 2 febbraio 2000  | LINEAR      |
| 134759 - | 2000 CJ33                | 1 febbraio 2000  | CSS         |
| 134760 - | 2000 CT60                | 2 febbraio 2000  | LINEAR      |
| 134761 - | 2000 CN77                | 8 febbraio 2000  | P. G. Comba |
| 134762 - | 2000 CU87                | 4 febbraio 2000  | LINEAR      |
| 134763 - | 2000 CY89                | 5 febbraio 2000  | LINEAR      |
| 134764 - | 2000 CJ91                | 6 febbraio 2000  | LINEAR      |
| 134765 - | 2000 CX93                | 8 febbraio 2000  | LINEAR      |
| 134766 - | 2000 CY102               | 5 febbraio 2000  | LINEAR      |
| 134767 - | 2000 CS113               | 11 febbraio 2000 | LINEAR      |
| 134768 - | 2000 CC125               | 3 febbraio 2000  | LINEAR      |
| 134769 - | 2000 DB1                 | 25 febbraio 2000 | LINEAR      |
| 134770 - | 2000 DP10                | 26 febbraio 2000 | Spacewatch  |
| 134771 - | 2000 DA20                | 29 febbraio 2000 | LINEAR      |
| 134772 - | 2000 DY25                | 29 febbraio 2000 | LINEAR      |
| 134773 - | 2000 DS27                | 29 febbraio 2000 | LINEAR      |
| 134774 - | 2000 DA30                | 29 febbraio 2000 | LINEAR      |
| 134775 - | 2000 DT34                | 29 febbraio 2000 | LINEAR      |
| 134776 - | 2000 DN52                | 29 febbraio 2000 | LINEAR      |
| 134777 - | 2000 DB64                | 29 febbraio 2000 | LINEAR      |
| 134778 - | 2000 DW67                | 29 febbraio 2000 | LINEAR      |
| 134779 - | 2000 DZ69                | 29 febbraio 2000 | LINEAR      |
| 134780 - | 2000 DL72                | 29 febbraio 2000 | LINEAR      |
| 134781 - | 2000 DB77                | 29 febbraio 2000 | LINEAR      |
| 134782 - | 2000 DR78                | 29 febbraio 2000 | LINEAR      |
| 134783 - | 2000 DZ90                | 27 febbraio 2000 | Spacewatch  |
| 134784 - | 2000 DO93                | 28 febbraio 2000 | LINEAR      |
| 134785 - | 2000 DK107               | 29 febbraio 2000 | LINEAR      |
| 134786 - | 2000 DH109               | 29 febbraio 2000 | LINEAR      |
| 134787 - | 2000 DY111               | 29 febbraio 2000 | LINEAR      |
| 134788 - | 2000 DJ117               | 25 febbraio 2000 | Spacewatch  |
| 134789 - | 2000 EC3                 | 3 marzo 2000     | LINEAR      |
| 134790 - | 2000 EH4                 | 4 marzo 2000     | LINEAR      |
| 134791 - | 2000 EQ7                 | 3 marzo 2000     | Spacewatch  |
| 134792 - | 2000 EH13                | 5 marzo 2000     | LINEAR      |
| 134793 - | 2000 EH15                | 5 marzo 2000     | S. Sposetti |
| 134794 - | 2000 EW17                | 4 marzo 2000     | LINEAR      |
| 134795 - | 2000 EV18                | 5 marzo 2000     | LINEAR      |
| 134796 - | 2000 ER19                | 5 marzo 2000     | LINEAR      |
| 134797 - | 2000 EE25                | 8 marzo 2000     | Spacewatch  |
| 134798 - | 2000 EN30                | 5 marzo 2000     | LINEAR      |
| 134799 - | 2000 ES30                | 5 marzo 2000     | LINEAR      |
| 134800 - | 2000 EJ31                | 5 marzo 2000     | LINEAR      |

## 134801-134900
| Nome     | Designazione provvisoria | Data di scoperta  | Scopritore             |
| -------- | ------------------------ | ----------------- | ---------------------- |
| 134801 - | 2000 ES40                | 8 marzo 2000      | LINEAR                 |
| 134802 - | 2000 EW87                | 8 marzo 2000      | LINEAR                 |
| 134803 - | 2000 ER95                | 10 marzo 2000     | LINEAR                 |
| 134804 - | 2000 EP98                | 9 marzo 2000      | Spacewatch             |
| 134805 - | 2000 EV114               | 10 marzo 2000     | Spacewatch             |
| 134806 - | 2000 EM162               | 3 marzo 2000      | LINEAR                 |
| 134807 - | 2000 EJ164               | 3 marzo 2000      | LINEAR                 |
| 134808 - | 2000 EO165               | 3 marzo 2000      | LINEAR                 |
| 134809 - | 2000 EO169               | 4 marzo 2000      | LINEAR                 |
| 134810 - | 2000 EB182               | 4 marzo 2000      | LINEAR                 |
| 134811 - | 2000 EU185               | 1 marzo 2000      | Spacewatch             |
| 134812 - | 2000 EA192               | 3 marzo 2000      | LINEAR                 |
| 134813 - | 2000 FB3                 | 27 marzo 2000     | LINEAR                 |
| 134814 - | 2000 FQ23                | 29 marzo 2000     | LINEAR                 |
| 134815 - | 2000 FA30                | 27 marzo 2000     | LONEOS                 |
| 134816 - | 2000 GQ4                 | 4 aprile 2000     | LINEAR                 |
| 134817 - | 2000 GB11                | 5 aprile 2000     | LINEAR                 |
| 134818 - | 2000 GH18                | 5 aprile 2000     | LINEAR                 |
| 134819 - | 2000 GW20                | 5 aprile 2000     | LINEAR                 |
| 134820 - | 2000 GE82                | 7 aprile 2000     | LINEAR                 |
| 134821 - | 2000 GR107               | 7 aprile 2000     | LINEAR                 |
| 134822 - | 2000 GK110               | 2 aprile 2000     | LONEOS                 |
| 134823 - | 2000 GR119               | 5 aprile 2000     | Spacewatch             |
| 134824 - | 2000 GT148               | 5 aprile 2000     | LINEAR                 |
| 134825 - | 2000 GL153               | 6 aprile 2000     | LONEOS                 |
| 134826 - | 2000 HD2                 | 25 aprile 2000    | Spacewatch             |
| 134827 - | 2000 HP5                 | 24 aprile 2000    | Spacewatch             |
| 134828 - | 2000 HU40                | 28 aprile 2000    | LINEAR                 |
| 134829 - | 2000 HV41                | 28 aprile 2000    | LINEAR                 |
| 134830 - | 2000 HU55                | 24 aprile 2000    | LONEOS                 |
| 134831 - | 2000 HO60                | 25 aprile 2000    | LONEOS                 |
| 134832 - | 2000 HT61                | 25 aprile 2000    | LONEOS                 |
| 134833 - | 2000 HM68                | 28 aprile 2000    | Spacewatch             |
| 134834 - | 2000 HO73                | 27 aprile 2000    | LONEOS                 |
| 134835 - | 2000 HX76                | 27 aprile 2000    | LINEAR                 |
| 134836 - | 2000 HB85                | 30 aprile 2000    | LONEOS                 |
| 134837 - | 2000 JF7                 | 1 maggio 2000     | NEAT                   |
| 134838 - | 2000 JF20                | 6 maggio 2000     | LINEAR                 |
| 134839 - | 2000 JN25                | 7 maggio 2000     | LINEAR                 |
| 134840 - | 2000 JT55                | 6 maggio 2000     | LINEAR                 |
| 134841 - | 2000 JL57                | 6 maggio 2000     | LINEAR                 |
| 134842 - | 2000 JJ65                | 5 maggio 2000     | LINEAR                 |
| 134843 - | 2000 JG79                | 5 maggio 2000     | Spacewatch             |
| 134844 - | 2000 JX80                | 1 maggio 2000     | LONEOS                 |
| 134845 - | 2000 KO4                 | 27 maggio 2000    | LINEAR                 |
| 134846 - | 2000 KN13                | 28 maggio 2000    | LINEAR                 |
| 134847 - | 2000 KF48                | 27 maggio 2000    | LINEAR                 |
| 134848 - | 2000 KE54                | 27 maggio 2000    | LONEOS                 |
| 134849 - | 2000 KO65                | 27 maggio 2000    | LONEOS                 |
| 134850 - | 2000 KJ83                | 28 maggio 2000    | LONEOS                 |
| 134851 - | 2000 LG28                | 6 giugno 2000     | LONEOS                 |
| 134852 - | 2000 MM                  | 24 giugno 2000    | NEAT                   |
| 134853 - | 2000 NW10                | 7 luglio 2000     | LONEOS                 |
| 134854 - | 2000 OC18                | 23 luglio 2000    | LINEAR                 |
| 134855 - | 2000 OK21                | 23 luglio 2000    | LINEAR                 |
| 134856 - | 2000 OY26                | 23 luglio 2000    | LINEAR                 |
| 134857 - | 2000 OD27                | 23 luglio 2000    | LINEAR                 |
| 134858 - | 2000 OW54                | 29 luglio 2000    | LONEOS                 |
| 134859 - | 2000 OF60                | 29 luglio 2000    | LONEOS                 |
| 134860 - | 2000 OJ67                | 29 luglio 2000    | M. W. Buie, S. D. Kern |
| 134861 - | 2000 OT68                | 29 luglio 2000    | LONEOS                 |
| 134862 - | 2000 PE2                 | 1 agosto 2000     | LINEAR                 |
| 134863 - | 2000 PX5                 | 2 agosto 2000     | LINEAR                 |
| 134864 - | 2000 PA15                | 1 agosto 2000     | LINEAR                 |
| 134865 - | 2000 QO5                 | 24 agosto 2000    | LINEAR                 |
| 134866 - | 2000 QG16                | 24 agosto 2000    | LINEAR                 |
| 134867 - | 2000 QA18                | 24 agosto 2000    | LINEAR                 |
| 134868 - | 2000 QE21                | 24 agosto 2000    | LINEAR                 |
| 134869 - | 2000 QZ23                | 25 agosto 2000    | LINEAR                 |
| 134870 - | 2000 QQ82                | 24 agosto 2000    | LINEAR                 |
| 134871 - | 2000 QT84                | 25 agosto 2000    | LINEAR                 |
| 134872 - | 2000 QV85                | 25 agosto 2000    | LINEAR                 |
| 134873 - | 2000 QR89                | 25 agosto 2000    | LINEAR                 |
| 134874 - | 2000 QA111               | 24 agosto 2000    | LINEAR                 |
| 134875 - | 2000 QE112               | 24 agosto 2000    | LINEAR                 |
| 134876 - | 2000 QB117               | 29 agosto 2000    | LINEAR                 |
| 134877 - | 2000 QN135               | 26 agosto 2000    | LINEAR                 |
| 134878 - | 2000 QS195               | 26 agosto 2000    | LINEAR                 |
| 134879 - | 2000 QZ214               | 31 agosto 2000    | LINEAR                 |
| 134880 - | 2000 QF223               | 21 agosto 2000    | LONEOS                 |
| 134881 - | 2000 QL223               | 21 agosto 2000    | LONEOS                 |
| 134882 - | 2000 RH31                | 1 settembre 2000  | LINEAR                 |
| 134883 - | 2000 RE36                | 3 settembre 2000  | Spacewatch             |
| 134884 - | 2000 RY79                | 1 settembre 2000  | LINEAR                 |
| 134885 - | 2000 SZ38                | 24 settembre 2000 | LINEAR                 |
| 134886 - | 2000 SR62                | 24 settembre 2000 | LINEAR                 |
| 134887 - | 2000 SL103               | 24 settembre 2000 | LINEAR                 |
| 134888 - | 2000 SG128               | 24 settembre 2000 | LINEAR                 |
| 134889 - | 2000 SU191               | 24 settembre 2000 | LINEAR                 |
| 134890 - | 2000 SO215               | 26 settembre 2000 | LINEAR                 |
| 134891 - | 2000 SA223               | 27 settembre 2000 | LINEAR                 |
| 134892 - | 2000 SY256               | 24 settembre 2000 | LINEAR                 |
| 134893 - | 2000 SA258               | 24 settembre 2000 | LINEAR                 |
| 134894 - | 2000 SM259               | 24 settembre 2000 | LINEAR                 |
| 134895 - | 2000 UC13                | 25 ottobre 2000   | LINEAR                 |
| 134896 - | 2000 WH13                | 21 novembre 2000  | LINEAR                 |
| 134897 - | 2000 WM13                | 21 novembre 2000  | LINEAR                 |
| 134898 - | 2000 WT75                | 20 novembre 2000  | LINEAR                 |
| 134899 - | 2000 WV106               | 20 novembre 2000  | LINEAR                 |
| 134900 - | 2000 WT120               | 20 novembre 2000  | LINEAR                 |

## 134901-135000
| Nome     | Designazione provvisoria | Data di scoperta | Scopritore     |
| -------- | ------------------------ | ---------------- | -------------- |
| 134901 - | 2000 WY156               | 30 novembre 2000 | LINEAR         |
| 134902 - | 2000 WU159               | 20 novembre 2000 | LONEOS         |
| 134903 - | 2000 XZ9                 | 1 dicembre 2000  | LINEAR         |
| 134904 - | 2000 XR17                | 1 dicembre 2000  | LINEAR         |
| 134905 - | 2000 XA26                | 4 dicembre 2000  | LINEAR         |
| 134906 - | 2000 XO33                | 4 dicembre 2000  | LINEAR         |
| 134907 - | 2000 YL13                | 21 dicembre 2000 | Spacewatch     |
| 134908 - | 2000 YM32                | 30 dicembre 2000 | LINEAR         |
| 134909 - | 2000 YC37                | 30 dicembre 2000 | LINEAR         |
| 134910 - | 2000 YL39                | 30 dicembre 2000 | LINEAR         |
| 134911 - | 2000 YM42                | 30 dicembre 2000 | LINEAR         |
| 134912 - | 2000 YC44                | 30 dicembre 2000 | LINEAR         |
| 134913 - | 2000 YZ45                | 30 dicembre 2000 | LINEAR         |
| 134914 - | 2000 YC51                | 30 dicembre 2000 | LINEAR         |
| 134915 - | 2000 YV51                | 30 dicembre 2000 | LINEAR         |
| 134916 - | 2000 YP53                | 30 dicembre 2000 | LINEAR         |
| 134917 - | 2000 YS53                | 30 dicembre 2000 | LINEAR         |
| 134918 - | 2000 YE55                | 30 dicembre 2000 | LINEAR         |
| 134919 - | 2000 YM59                | 30 dicembre 2000 | LINEAR         |
| 134920 - | 2000 YU92                | 30 dicembre 2000 | LINEAR         |
| 134921 - | 2000 YD98                | 30 dicembre 2000 | LINEAR         |
| 134922 - | 2000 YV104               | 28 dicembre 2000 | LINEAR         |
| 134923 - | 2000 YQ111               | 30 dicembre 2000 | LINEAR         |
| 134924 - | 2000 YC115               | 30 dicembre 2000 | LINEAR         |
| 134925 - | 2000 YO117               | 30 dicembre 2000 | LINEAR         |
| 134926 - | 2000 YS117               | 30 dicembre 2000 | LINEAR         |
| 134927 - | 2000 YB132               | 30 dicembre 2000 | LINEAR         |
| 134928 - | 2001 AG2                 | 2 gennaio 2001   | Spacewatch     |
| 134929 - | 2001 AT16                | 2 gennaio 2001   | LINEAR         |
| 134930 - | 2001 AH26                | 5 gennaio 2001   | LINEAR         |
| 134931 - | 2001 AN33                | 4 gennaio 2001   | LINEAR         |
| 134932 - | 2001 BQ5                 | 19 gennaio 2001  | LINEAR         |
| 134933 - | 2001 BZ5                 | 18 gennaio 2001  | LINEAR         |
| 134934 - | 2001 BT9                 | 19 gennaio 2001  | LINEAR         |
| 134935 - | 2001 BL11                | 21 gennaio 2001  | J. V. McClusky |
| 134936 - | 2001 BV13                | 22 gennaio 2001  | J. M. Roe      |
| 134937 - | 2001 BH21                | 19 gennaio 2001  | LINEAR         |
| 134938 - | 2001 BW29                | 20 gennaio 2001  | LINEAR         |
| 134939 - | 2001 BY35                | 18 gennaio 2001  | LINEAR         |
| 134940 - | 2001 BR37                | 21 gennaio 2001  | LINEAR         |
| 134941 - | 2001 BM47                | 21 gennaio 2001  | LINEAR         |
| 134942 - | 2001 BO53                | 17 gennaio 2001  | NEAT           |
| 134943 - | 2001 BB54                | 18 gennaio 2001  | Spacewatch     |
| 134944 - | 2001 BY57                | 21 gennaio 2001  | LINEAR         |
| 134945 - | 2001 BN60                | 25 gennaio 2001  | NEAT           |
| 134946 - | 2001 BH62                | 26 gennaio 2001  | LINEAR         |
| 134947 - | 2001 BD74                | 31 gennaio 2001  | Spacewatch     |
| 134948 - | 2001 BL82                | 24 gennaio 2001  | Spacewatch     |
| 134949 - | 2001 CR                  | 1 febbraio 2001  | LINEAR         |
| 134950 - | 2001 CX5                 | 1 febbraio 2001  | LINEAR         |
| 134951 - | 2001 CK7                 | 1 febbraio 2001  | LINEAR         |
| 134952 - | 2001 CB12                | 1 febbraio 2001  | LINEAR         |
| 134953 - | 2001 CV20                | 4 febbraio 2001  | LINEAR         |
| 134954 - | 2001 CL27                | 2 febbraio 2001  | LONEOS         |
| 134955 - | 2001 CQ39                | 13 febbraio 2001 | LINEAR         |
| 134956 - | 2001 DJ8                 | 17 febbraio 2001 | NEAT           |
| 134957 - | 2001 DN18                | 16 febbraio 2001 | LINEAR         |
| 134958 - | 2001 DX27                | 17 febbraio 2001 | LINEAR         |
| 134959 - | 2001 DU34                | 19 febbraio 2001 | LINEAR         |
| 134960 - | 2001 DW37                | 19 febbraio 2001 | LINEAR         |
| 134961 - | 2001 DN41                | 19 febbraio 2001 | LINEAR         |
| 134962 - | 2001 DB64                | 19 febbraio 2001 | LINEAR         |
| 134963 - | 2001 DM78                | 22 febbraio 2001 | Spacewatch     |
| 134964 - | 2001 DB97                | 17 febbraio 2001 | LINEAR         |
| 134965 - | 2001 DQ99                | 17 febbraio 2001 | NEAT           |
| 134966 - | 2001 DO102               | 16 febbraio 2001 | LINEAR         |
| 134967 - | 2001 DR103               | 16 febbraio 2001 | NEAT           |
| 134968 - | 2001 DJ107               | 19 febbraio 2001 | LINEAR         |
| 134969 - | 2001 EL1                 | 1 marzo 2001     | LINEAR         |
| 134970 - | 2001 EZ9                 | 2 marzo 2001     | LONEOS         |
| 134971 - | 2001 EE21                | 15 marzo 2001    | LONEOS         |
| 134972 - | 2001 EV24                | 15 marzo 2001    | LINEAR         |
| 134973 - | 2001 FA                  | 16 marzo 2001    | Badlands       |
| 134974 - | 2001 FS3                 | 18 marzo 2001    | LINEAR         |
| 134975 - | 2001 FJ10                | 19 marzo 2001    | LONEOS         |
| 134976 - | 2001 FL30                | 20 marzo 2001    | NEAT           |
| 134977 - | 2001 FX30                | 21 marzo 2001    | NEAT           |
| 134978 - | 2001 FH40                | 18 marzo 2001    | LINEAR         |
| 134979 - | 2001 FF53                | 18 marzo 2001    | LINEAR         |
| 134980 - | 2001 FT54                | 19 marzo 2001    | LINEAR         |
| 134981 - | 2001 FK57                | 21 marzo 2001    | NEAT           |
| 134982 - | 2001 FZ66                | 19 marzo 2001    | LINEAR         |
| 134983 - | 2001 FP69                | 19 marzo 2001    | LINEAR         |
| 134984 - | 2001 FU71                | 19 marzo 2001    | LINEAR         |
| 134985 - | 2001 FY80                | 23 marzo 2001    | LINEAR         |
| 134986 - | 2001 FE100               | 17 marzo 2001    | Farpoint       |
| 134987 - | 2001 FA114               | 19 marzo 2001    | LONEOS         |
| 134988 - | 2001 FX115               | 19 marzo 2001    | LONEOS         |
| 134989 - | 2001 FG123               | 23 marzo 2001    | LONEOS         |
| 134990 - | 2001 FM131               | 20 marzo 2001    | NEAT           |
| 134991 - | 2001 FG138               | 21 marzo 2001    | NEAT           |
| 134992 - | 2001 FP138               | 21 marzo 2001    | NEAT           |
| 134993 - | 2001 FX146               | 24 marzo 2001    | LONEOS         |
| 134994 - | 2001 FW151               | 24 marzo 2001    | NEAT           |
| 134995 - | 2001 FZ155               | 26 marzo 2001    | LINEAR         |
| 134996 - | 2001 FD158               | 27 marzo 2001    | LONEOS         |
| 134997 - | 2001 FE195               | 24 marzo 2001    | LINEAR         |
| 134998 - | 2001 GU9                 | 15 aprile 2001   | LINEAR         |
| 134999 - | 2001 HC9                 | 16 aprile 2001   | LINEAR         |
| 135000 - | 2001 HT13                | 21 aprile 2001   | LINEAR         |